# Arteriální krev

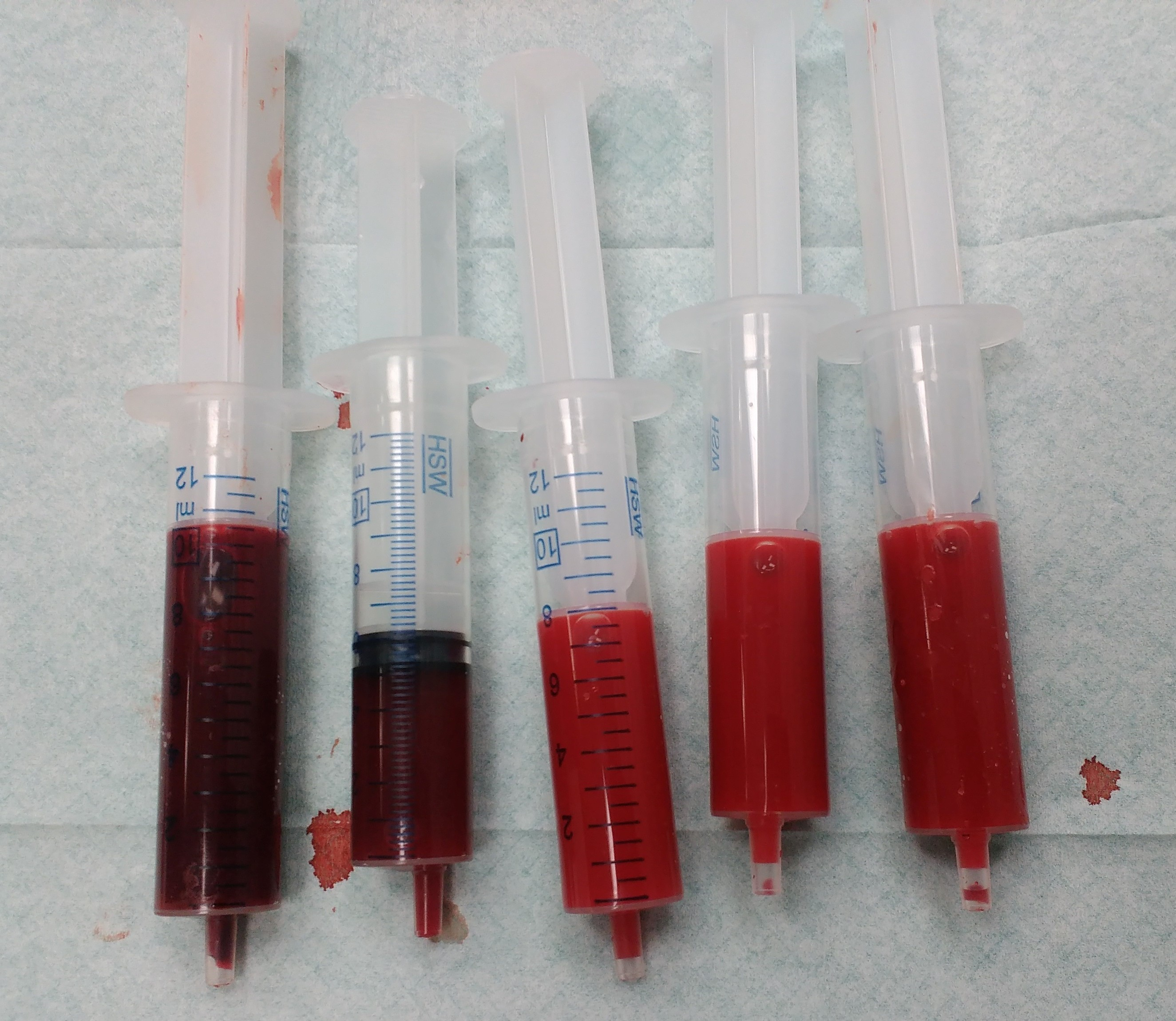
Arteriální krev (okysličená) má s porovnáním venózní krve (neokysličená) jasnější červenou barvu

Arteriální nebo tepenná krev je krev cirkulující tepnami ve velkém krevním oběhu a v malém naopak žílami. Od venózní (tj. žilní) krve se liší tím, že je zbavená oxidu uhličitého a také je okysličená, čímž dodává do tkání, pro organismus nezbytný, kyslík. Arteriální krev vzniká tak, že se venózní krev v plicích nasytí kyslíkem a již okysličená krev se následně vrátí plicními žilami přes levou srdeční předsíň do levé srdeční komory, odkud potom putuje do srdečnice a jejich větví, které rozvádí arteriální krev po celém těle. Kyslík z ní přijímají jednotlivé tkáně, přičemž dochází k jeho ztrátě a místo toho se krev sytí oxidem uhličitým, čímž se stává opět krví venózní, která se skrze žilní systém navrací zpět do malého krevního oběhu.
Krev z artérií se také odlišuje svým specifickým odstínem, který je výrazně šarlatový, což je způsobeno vysokou koncentrací kyslíku v hemoglobinu.
Parciální tlak kyslíku (pO2) v arteriální krvi se pohybuje mezi 9,9-14,4 kPa a přibližná hodnota pH je 7,35-7,45.

## Odběr arteriální krve
Arteriální krev se odebírá anaerobně do speciální injekční stříkačky obsahující heparin lithný. Punkce se provádí injekční jehlou o velikosti 25 až 23 G (tj. 0,5-0,6 mm), a to nejčastěji v následujících místech:
- vřetenní tepna (arteria radialis)
- stehenní tepna (arteria femoralis)
- pažní tepna (arteria brachialis)